# Zandvormpje

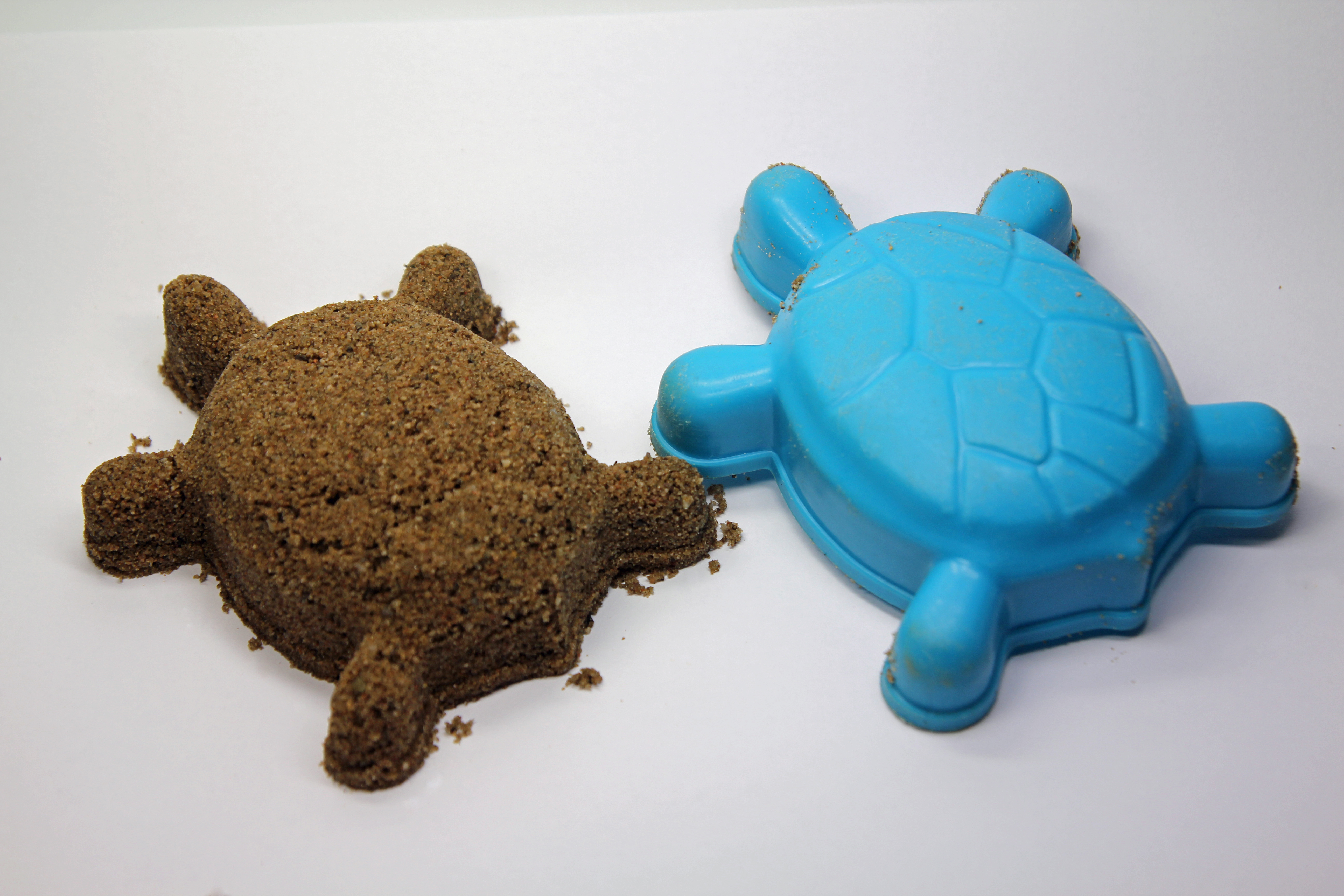
Een schildpad van zand gemaakt met het zandvormpje ernaast

Het zandvormpje is een veelgebruikt kinderspeelgoed dat te gebruiken is op het strand, in de zandbak of in andere zanderige omgevingen. Zandvormpjes kunnen allerlei vormen hebben.
Bekende en veel voorkomende vormen zijn een zandtaartje, zandtorentje en vormen van diverse soorten vissen en andere dieren die in de zee leven. Een zandtaartje en zandtoren worden echter vaak ook met behulp van andere dingen gemaakt, zoals een kom, een emmertje of een plastic weggooibekertje.

## Gebruik
Zandvormpjes worden over het algemeen gebruikt door er zand in te drukken, dit aan te duwen en dan het zandvormpje om te keren zodat het vormpje in zand zichtbaar wordt.